# Phalaenopsis amphitrite
Phalaenopsis amphitrite är en orkidéart som beskrevs av O'brien. Phalaenopsis amphitrite ingår i släktet Phalaenopsis och familjen orkidéer. Inga underarter finns listade i Catalogue of Life.